# Cité de la Muette
La cité de la Muette à Drancy a été construite à partir de 1932 à la demande d’Henri Sellier, administrateur de l’office HBM de la Seine. Elle fut le premier exemple d’immeuble d’habitation collective à loyer modéré en Île-de-France.
Conçue par les architectes Eugène Beaudouin et Marcel Lods avec  les ingénieurs Vladimir Bodiansky et Jean Prouvé, elle reste un très bon exemple de l’architecture rationnelle des années 1930.

## Un projet moderniste
L’office public d’HBM de la Seine acquiert un terrain de 11 ha en 1925 sur le lieu-dit « la muette ». Ce toponyme serait une déformation du mot « meute » et viendrait de la présence ancienne d’un chenil à cet endroit.
Le projet est lancé en 1929. Les architectes suivent les principes de la Charte d’Athènes : l’ensemble architectural est construit dans une aire ouverte à l’écart du centre-ville, mélange bâtiments hauts et bas, et la construction se fait avec des éléments préfabriqués.

### Un projet attractif
1 250 logements sont planifiés, qui doivent disposer de plusieurs éléments de confort rares pour l’époque : l’eau courante dans chaque appartement, une salle de bain (douche dans les logements ordinaires, baignoire dans les logements améliorés), une cuisine avec mobilier intégré et un chauffe-eau électrique en option.
Des équipements sociaux, sportifs, culturels, sont prévus : une pouponnière, une école maternelle, une école primaire, un cinéma, une salle de réunion, une salle de gymnastique, une bibliothèque, un dispensaire, une épicerie, une église (demandée par l’archevêché) et la tenue d’un marché hebdomadaire. Mais le gouvernement gèle le financement des HBM à la suite de la crise économique, et finalement seule l’école est construite, juste à côté du bâtiment en U.

## Un vaste ensemble architectural
Le projet de la cité de la Muette se compose de cinq tours de quinze étages avec chacune deux longs immeubles bas à ses pieds, surnommés « le peigne », d’un long bâtiment bas en redents au nord et d’un bâtiment en forme de « U » à l’ouest.
Les architectes tiennent compte des vents dominants soufflant du nord et ouvrent les cours et jardins vers le sud.
Beaudouin et Lods qualifient la cité de « cité-jardin », mais le terme « grand ensemble » utilisé en juin 1935 par l’architecte et urbaniste Maurice Rotival s’est imposé par la suite.

### Les barres et les tours
Au départ, Beaudouin et Lods ne dessinent que des barres d'immeubles basses, de quatre étages en moyenne, qui forment des logements HBM ordinaires. Puis en septembre 1931 ils ajoutent les cinq tours d’environ 50 m de hauteur, devant contenir au total 280 logements HBM améliorés : des studios de 32,50 m2 et des deux pièces de 43 m2. Lods explique que l'office HBM lui demandait de créer plus de logements, mais la surélévation des barres aurait réduit la lumière et l'aération dans les cours . Il a donc opté pour des tours minces. Chaque tour est équipée d’un ascenseur. À chaque étage, deux studios et deux appartements de deux pièces. Chaque appartement a une cuisine et une salle de bain avec baignoire.
Les barres des peignes sont implantées de manière à ne pas souffrir de l’ombre portée des tours. Elles ne comportent pas d'ascenseur, pour limiter les coûts. Les appartements comportent une ou deux chambres en plus de la cuisine et du séjour.
Des passerelles et galeries couvertes relient les immeubles pour permettre une circulation à l'abri de la pluie.

### Le U ou «fer à cheval»

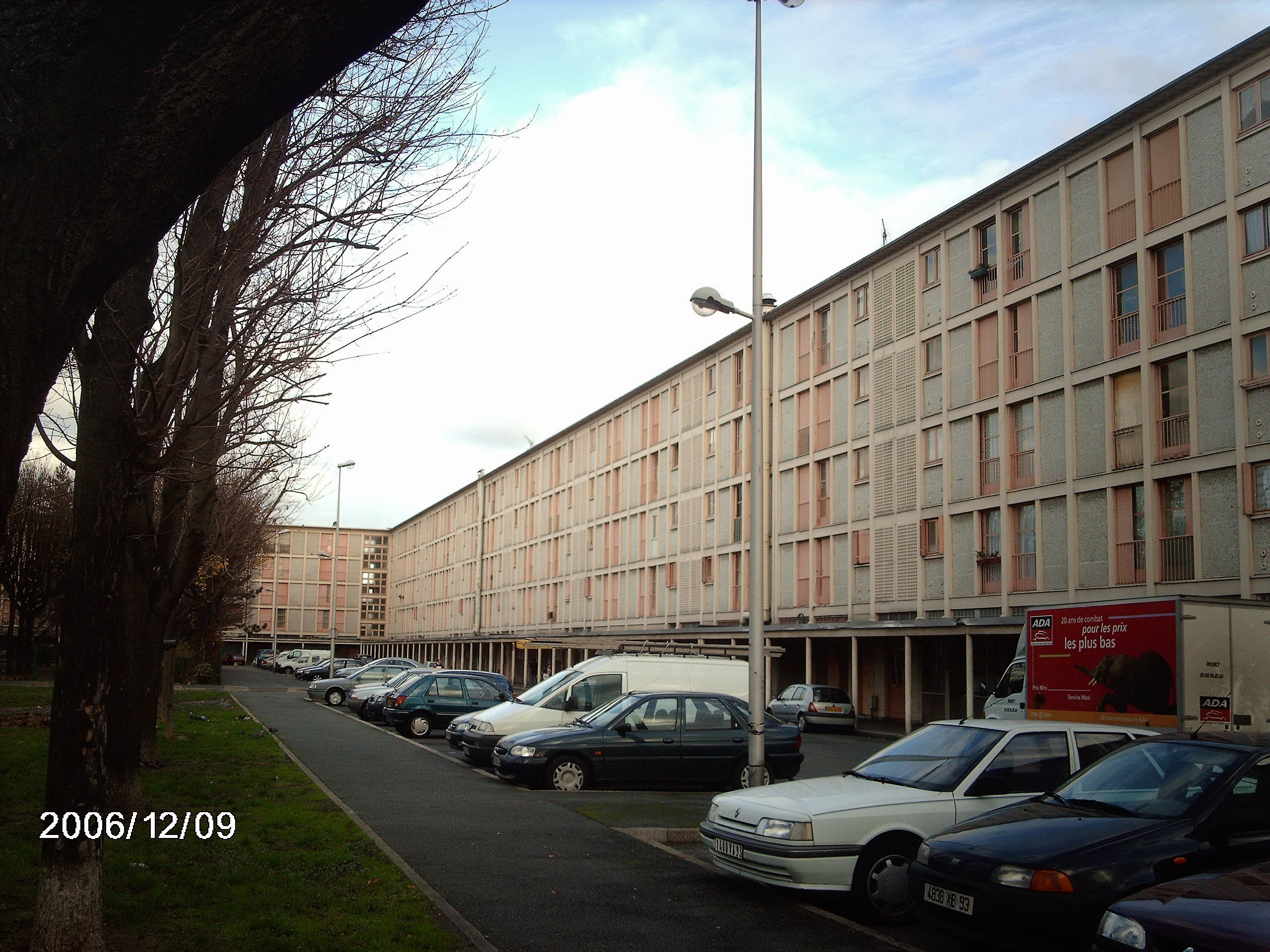
Une vue du "fer à cheval".

En 1933, les architectes ajoutent à leur projet un bâtiment rectangulaire, ouvert côté sud, devant totaliser 360 logements. Les appartements sont majoritairement des deux pièces.
Un portique court tout le long du rez-de-chaussée à l'intérieur du U, afin de permettre un accès confortable aux boutiques et espaces collectifs prévus. Au centre, une cour de 200 m de long sur 40 m de large doit servir d'aire de jeux pour les enfants.

## Un chantier innovant

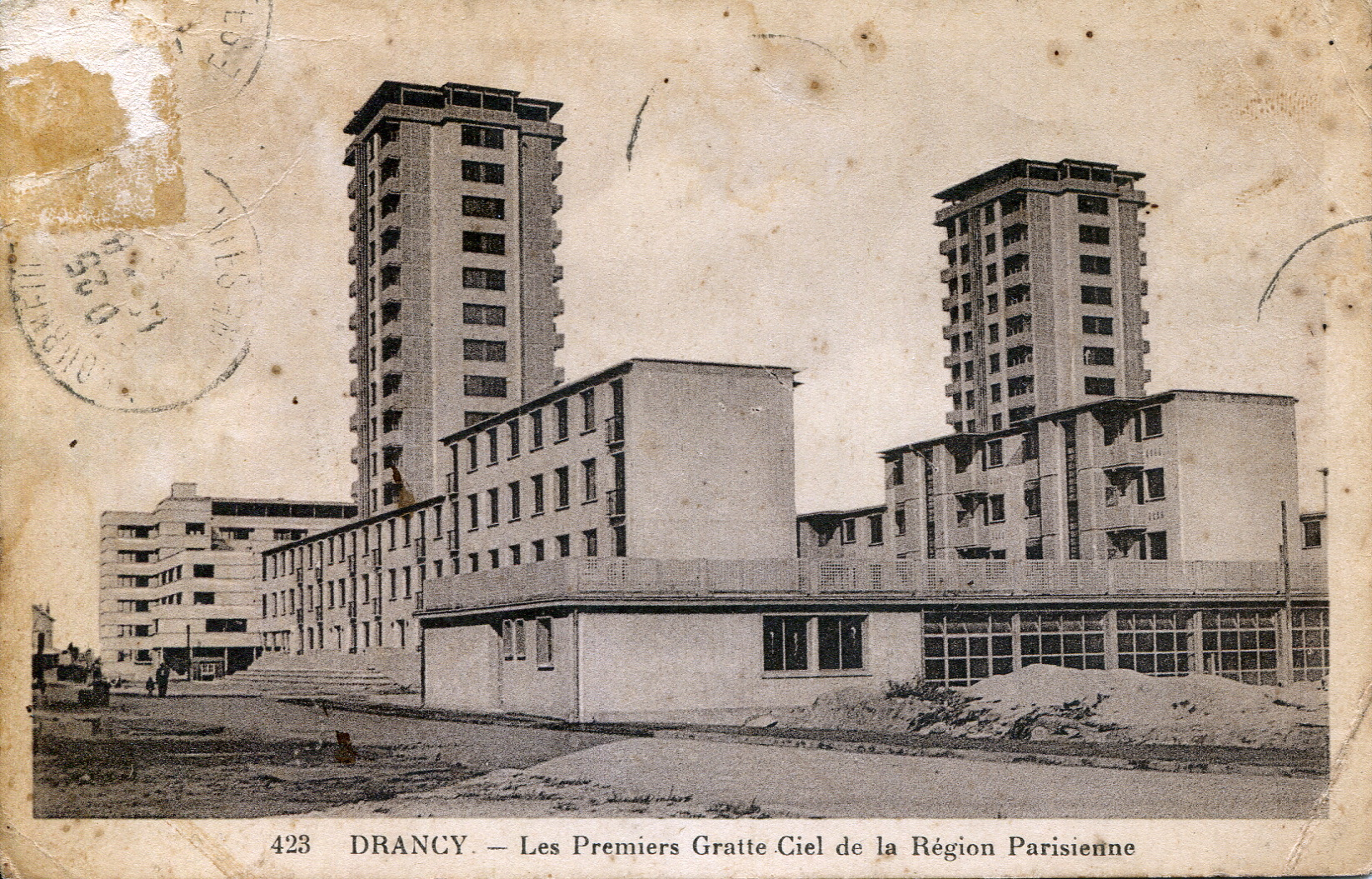
Drancy, cité de la Muette, premiers des gratte-ciels de la région parisienne.

Dans les années 1930 le béton est de plus en plus utilisé. Beaudouin et Lods choisissent de construire une ossature métallique garnie de panneaux de béton préfabriqués, procédé qu’ils avaient déjà employé avec l’ingénieur Eugène Mopin pour la cité du Champ-des-Oiseaux à Bagneux en 1927-1928. Ce principe constructif était alors novateur ; il deviendra fréquent dans les années 1950 et 1960.
La structure est composée de poutres en fer à profil en "I" soudées entre elles.
L'utilisation de panneaux en béton vibré permet d'éviter les échafaudages et les coffrages. De plus, Mopin affirmait que les éléments de façade seraient un tiers plus légers que dans les constructions classiques. Les murs extérieurs sont formés de panneaux à redents en « T » doublés à l'intérieur de panneaux en béton cellulaire. Les vides entre ces parois améliorent l'isolation et permettent de faire coulisser les fenêtres conçues par Jean Prouvé. Pour finir, du béton liquide léger est coulé le long des poutres verticales.
Les sols sont également formés de plaques à redents.
Les travaux commencent en 1932. Pour ne pas ralentir le chantier, la livraison des matériaux se fait la nuit. La zone au nord des tours est utilisée comme zone de moulage, démoulage et assemblage des éléments en béton. Plusieurs modules de béton sont disponibles : éléments de sol, murs, claustras, escaliers, fenêtres, balcons, cadres de portes… Ils sont ensuite déplacés sur des rails.
Pour orner les façades et rompre la monotonie du béton gris, des galets de marbre de Carrare sont inclus lors du coulage des plaques de façades.

## Célébrité immédiate
Les tours de quinze étages sont les plus hautes de France à l’époque. Elles sont surnommées « les premiers gratte-ciel de la région parisienne », et font l’objet d’articles de presse, de cartes postales, de visites guidées.
Malgré son inachèvement, la cité de la Muette est jugée suffisamment importante pour être présentée dans deux expositions temporaires en 1939 : « architecture française » au musée d'art moderne de la ville de Paris, et « Houses and Housing: Industrial Art »  au MOMA de New York.

## Interruption des travaux
Au début de l’année 1935 le chantier est arrêté à cause des contrecoups de la crise économique américaine de 1929. Le bâtiment en redents n’est construit que partiellement. Dans les appartements du peigne et du U aucune cloison n’est encore posée.
Certains appartements sont déjà achevés, dans les tours et le peigne . Ils sont mis en location, mais les Drancéens les trouvent trop chers, mal isolés et trop éloignés de la gare, donc en 1938 Henri Sellier décide de les louer à la 22e légion de gardes mobiles de la gendarmerie.

## Seconde Guerre mondiale

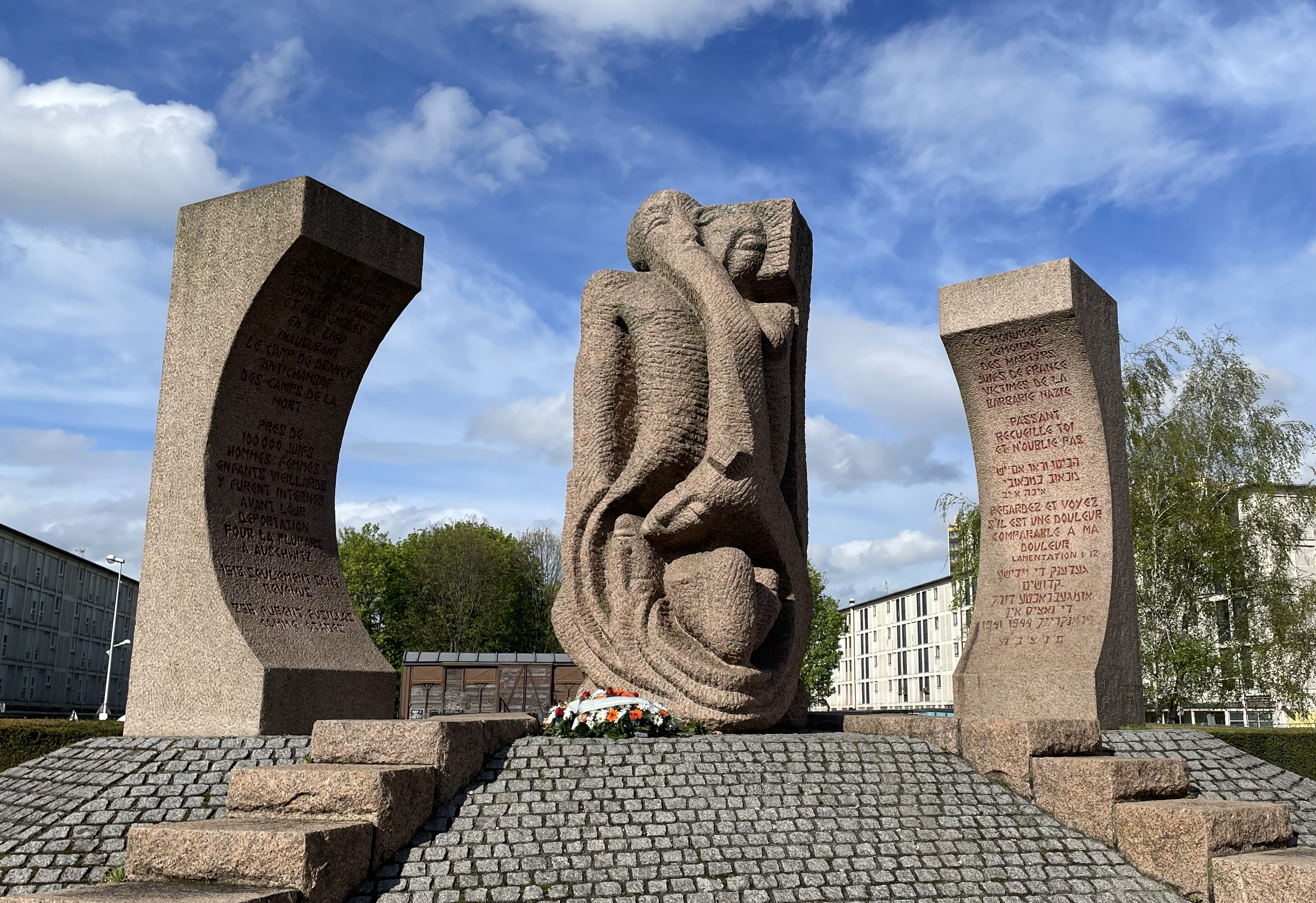
Monument aux Déportés réalisé par Shelomo Selinger inauguré en 1976.

Le bâtiment en U, largement inachevé, est réquisitionné pendant la Seconde Guerre mondiale, et transformé en camp de prisonniers en septembre 1939, puis en camp d'internement pour les Juifs à partir d'août 1941, et de nouveau en camp de prisonniers pour les collaborateurs à la fin de la guerre.

## La cité aujourd’hui
En 1946, le bâtiment en U est achevé et devient un logement social.
Les tours, vendues à l’Armée en 1973, ont été démolies en 1976, en raison de leur mauvais état et remplacées par une caserne de gendarmerie.
La cité de la Muette est intégrée au sein d'un bien plus vaste quartier prioritaire nommé « La Muette-Village Parisien ».

### Classement en monument historique
Le 25 mai 2001, la cité est classée monument historique en tant que « réalisation architecturale et urbanistique majeure du XXe siècle […] et en raison également de son utilisation durant la Seconde Guerre mondiale d'abord comme camp d'internement, puis comme camp de regroupement avant la déportation, qui en fait aujourd'hui un haut lieu de la mémoire nationale ».
Ce classement a retardé les rénovations de la cité : les anciennes fenêtres métalliques conçues par Jean Prouvé, qui manquaient d’isolation avaient été remplacées par des fenêtres en PVC blanc qui altéraient l’aspect du bâtiment. Les travaux ont repris en 2004 pour installer des fenêtres en PVC noir, et cela explique que les fenêtres soient actuellement dépareillées.